# Turraea adjanohounii
Espèce
Statut de conservation UICN

 VU B1+2c : Vulnérable
Turraea adjanohounii est une espèce de plantes du genre Turraea de la famille des Meliaceae.